# Eleanor Williams
Eleanor Williams (geboren 2000 in Barrow-in-Furness, England) ist eine Frau, die durch ihre Nachrichten und Fotos in Facebook bekannt wurde. In diesen Posts bezichtigte Williams unrechtmäßig Dutzende von Männern der Misshandlung, Vergewaltigung und des Sex Traffickings. Vor allem die Selfies, welche Schwellungen am Auge und den halbnackten Körper überziehende blaue Flecken und Schnitte zeigten, führten zu einer weit über ihren Heimatort reichenden Entrüstung. In Barrow selbst wurden von Williams beschuldigte Männer verhaftet, Geschäftsleute der asiatischen Minderheit bedroht und die politisch extrem Rechte gestärkt. Im Januar 2023 fand das Strafgericht in Preston Eleanor Williams in acht Fällen des Perverting the course of justice für schuldig. Im deutschen Strafrecht ist das vergleichbar mit § 164 StGB: Falsche Verdächtigung Dritter. Im März 2023 verurteilte sie das Gericht zu einer Haftstrafe von achteinhalb Jahren.

## Falsche Accounts und Beschuldigungen
Als 16-Jährige begann „Ellie“ Williams, vermeintliche Vergewaltigungen bei der Polizei zur Anzeige zu bringen. Einmal fand die Polizei sie schwer verwundet nackt und reglos in ihrer Wohnung. Williams hatte sich die Verletzungen selbst zugefügt, unter anderem mit einem Hammer. Am 20. Juli 2019 wurde sie wegen des Verdachts auf Falschaussagen vorgeladen. Die Polizei fand sie in den nächsten Monaten mehrmals an anderen Orten in England, zum Beispiel halbnackt und bewusstlos unter der Millennium Brücke in Lancaster.

Eleanor Williams schrieb am 20. Mai 2020 auf Facebook:
„Wenn mich die Leute fragten, woher mein blaues Auge oder die blauen Flecken kamen, habe ich alle möglichen Ausreden erfunden, zum Beispiel ich bin gestürzt oder gegen die Tür gerannt. […] Gestern zog man mich auf die Rückbank eines Autos und fuhr mich zu einer Adresse, um Sex mit 3 asiatischen Männern zu haben. Danach schlug man mich, weil ich mich schuldig gemacht hatte, nicht zu ‚Partys‘ dieser Männer gekommen zu sein, 7 Wochen, wegen des Corona-Virus. Die Organisatoren der Party beschlossen, mich zu verprügeln, um mir eine Lektion zu erteilen.“
Diese Nachricht der damals 19-Jährigen, begleitet von über 16 Selfies mit drastischen Verletzungen, führten dazu, dass der Fall viral wurde. Inspiriert von der Aufmerksamkeit schuf Williams ein ganzes Netz an Falschinformationen. Zum Beispiel richtete sie mehrere Snapchat-Accounts unter den Namen ihrer vermeintlichen Vergewaltiger ein. Sie fälschte Handschriften und konstruierte nie stattgefundene Reisen und Korrespondenzen. Williams unterstellte einem Mann, er hätte sie nach Amsterdam verschleppt, sie gezwungen, dort in einem Bordell zu arbeiten und sie bei einer Auktion als Sklavin versteigert. In Wirklichkeit war er aber, wie die vor Gericht vorgelegten Beweise zeigten, die ganze Zeit in Barrow gewesen. Ein angeblich asiatischer Drogenhändler hätte ihr angedroht, sie zu töten und sie im Meer zu versenken, wenn sie nicht dem Geschlechtsverkehr mit mehreren Männern einwilligte. Der Mann war ein Angestellter in einem Supermarkt im Südosten Englands nicht asiatischer Ethnie und mit einem Alibi. Er und sie hatten sich nur über ein Dating-Portal kennengelernt. Eleanor Williams behauptete, sie sei in Blackpool zum Sex mit Männern gezwungen worden. Dabei zeigten Überwachungskameras aber, dass sie einkaufen war. Die Anzeigen bei der Polizei führten zu mehreren Verhaftungen. Ein Mann kam zehn Wochen in Untersuchungshaft. Ein anderer erhielt hunderte von Morddrohungen, sodass er sein Geschäft in Barrow schloss und die Stadt verließ. In Barrow fanden Angriffe auf indische Restaurants und Personen statt. Williams bezichtigte einen Mann pakistanischer Herkunft, den größten europäischen Schlepperring mit Sex-Sklavinnen zu unterhalten.
In der mit dem Strafmaß von achteinhalb Jahren Gefängnis endenden Gerichtsverhandlung im März 2023 wurde Williams in allen Punkten für schuldig befunden.
In den britischen Medien führte der Fall zu Diskussionen über den Umgang mit Vergewaltigungsvorwürfen. Die BBC wies auf die Problematik hin, dass nur 3 % aller Vergewaltigungsanklagen in England auf Falschaussagen beruhten und die Aufmerksamkeit auf Eleanor Williams Fall diese Fakten in ein falsches Licht zerrten. Die Strafverfolgungsbehörde (Crown Prosecution Service) kommentierte das ähnlich. Die Guardian-Autorin Helen Pidd merkte in der BBC an, dass sie als Journalistin zunächst auch von Williams in die Irre geleitet worden war. Der Fall dürfe nicht zur Bagatellisierung der überwältigenden Mehrheit berechtigter Vergewaltigungsanzeigen und zur Diskriminierung bestimmter Bevölkerungsgruppen führen. Auch der Richter schloss sich in der Urteilsbegründung dieser Ansicht an.